# Maewo

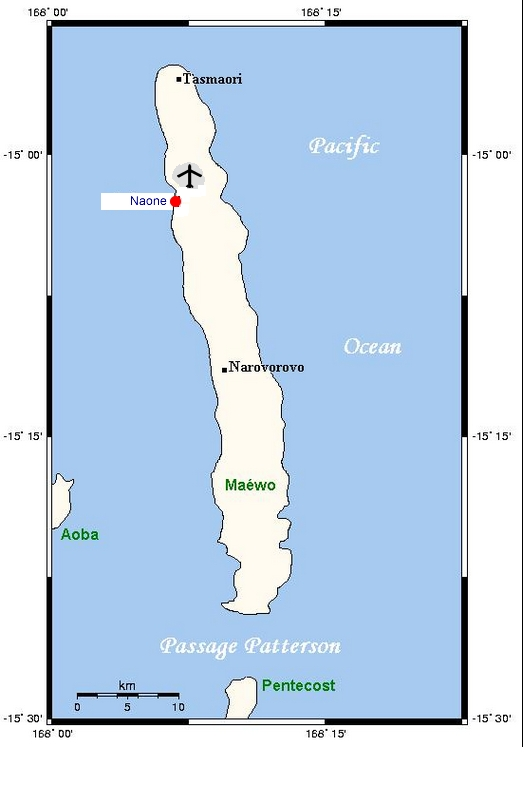
Maewo

Maewo (também conhecida como Maéwo ou Aurora) é uma ilha situada na província de Penama, em Vanuatu. Possui uma área de 269 km². Em 1979 a população da ilha era de 1.772 habitantes. O ponto mais alto está a 795 m acima do nível do mar.